# Enterprise (NX-01)
Enterprise (NX-01) je fiktivní hvězdná loď vyskytující se ve sci-fi příbězích světa Star Treku. Jedná se o loď Hvězdné flotily Spojené Země třídy NX vypuštěnou v roce 2151 a vyřazenou ze služby o 10 let později. Osudy této lodi a její posádky jsou hlavním příběhem seriálu Star Trek: Enterprise.

## Vznik a design
Vzhled této lodi navrhli výtvarníci společnosti Paramount Pictures John Evans a Doug Drexler. Jako inspirace jim posloužil letoun Lockheed P-38 Lightning z období 2. světové války.

## Historie lodě
Enterprise byla první pozemskou lodí, která dokázala cestovat rychlostmi blízkými warpu 5, díky čemuž byla první skutečnou lidskou mezihvězdnou lodí. Velel jí kapitán Jonathan Archer, vypuštěna byla 12. dubna 2151 z doků na orbitě Země. Plánovaný první let měl ale proběhnout až o tři týdny později, takže loď ještě nebyla zcela dokončena (nebyla např. nakalibrována prostorová torpéda a nebyly nainstalovány fázové kanóny; tyto nedostatky byly napraveny během prvních misí). Její první cestou se stala přeprava Klingona Klaanga, jenž na Zemi ztroskotal, na jeho domovskou planetu Qo'noS.
Loď a její posádka navázala první kontakty s různými druhy a rasami včetně Klingonů, Sulibanů, Tholianů a Xindů, ačkoliv pouze málo z nich bylo mírového charakteru.
V letech 2153 a 2154 bránila Enterprise jako nejvyspělejší loď Zemi před xindským útokem, nakonec se jí povedlo vypudit i tzv. „Stavitele sfér“, čímž zachránila nejen Pozemšťany, ale i Xindy. Loď přitom utrpěla vážná poškození a rovněž ztráty na životech byly poměrně vysoké.
Roku 2154 byla Enterprise vyslána k Vulkánu, kde loď působila jako jakýsi stabilizující prvek mezi různými rasami. Kapitánu Archerovi se nakonec podařilo sestavit společnou flotilu Pozemšťanů, Vulkánců, Andorianů a Tellaritů a podnikli společnou akci proti Romulanům. Tento akt byl základním bodem k založení Spojené federace planet o několik let později.
Po dalších nejrůznějších misích a dobrodružstvích byla loď v roce 2161 kvůli rychlému technickému rozvoji (a tedy zastaralosti Enterprise) vyřazena a umístěna do Muzea Hvězdné flotily.

## Posádka
velící důstojník
- kapitán Jonathan Archer

první a vědecký důstojník
- subkomandér T'Pol

druhý důstojník a šéfinženýr
- komandér Charles Tucker

hlavní lékařský důstojník
- doktor Phlox

bezpečnostní a zbraňový důstojník
- poručík Malcolm Reed

kormidelník
- praporčík Travis Mayweather

komunikační důstojník
- praporčík Hoshi Sato